# El Adelanto (Jutiapa)
El Adelanto es un municipio de la región oriente del departamento de Jutiapa de la República de Guatemala.
Sus primeros pobladores fueron pipiles procedentes de la región que ocupa el moderno país de El Salvador; durante la época colonial, era la aldea «El Sitio» de Zapotitlán. Fue declarado como municipio el 23 de agosto de 1882.

## División política
El Adelanto es el municipio más pequeño de todo el departamento de Jutiapa ya que solo tiene 31 kilómetros cuadrados. El municipio cuenta con cuatro aldeas y cuatro caseríos, que son:
| División | Listado                                                |
| -------- | ------------------------------------------------------ |
| Aldeas   | El Trapiche, Nueva Libertad, El Sarón y Chinamas       |
| Caseríos | Cierra de Piedra, Ixcanalar, Las Trojas y Río Chiquito |

### Ubicación geográfica
El Adelanto está completamente rodeado por municipios del departamento de Jutiapa:
- Norte: Jutiapa y Yupiltepeque
- Sur: Zapotitlán y Comapa[5]

|  | Norte: Jutiapa Yupiltepeque |  |
|  |                             |  |
|  | Sur: Zapotitlán Comapa      |  |

## Gobierno municipal
Los municipios se encuentran regulados en diversas leyes de la República, que establecen su forma de organización, lo relativo a la conformación de sus órganos administrativos y los tributos destinados para los mismos. Aunque se trata de entidades autónomas, se encuentran sujetos a la legislación nacional y las principales leyes que los rigen desde 1985 son:
| N.º | Ley                                                | Descripción |
| --- | -------------------------------------------------- | --- |
| 1   | Constitución Política de la República de Guatemala | Tiene una regulación legal específica para los municipios en los artículos 253 al 262. |
| 2   | Ley Electoral y de Partidos Políticos              | Ley de carácter constitucional aplicable a los municipios en el tema de la conformación de sus autoridades electas. |
| 3   | Código Municipal                                   | Decreto 12-2002 del Congreso de la República de Guatemala. Tiene la categoría de ley ordinaria y contiene preceptos generales aplicables a todos los municipios, e inclusive contiene legislación referente a la creación de los municipios.             |
| 4   | Ley de Servicio Municipal                          | Decreto 1-87 del Congreso de la República de Guatemala. Regula las relaciones entra la municipalidad y los servidores públicos en materia laboral. Tiene su base constitucional en el artículo 262 de la constitución que ordena la emisión de la misma. |
| 5   | Ley General de Descentralización                   | Decreto 14-2002 del Congreso de la República de Guatemala. Regula el deber constitucional del Estado, y por ende del municipio, de promover y aplicar la descentralización y desconcentración económica y administrativa.                                |

El gobierno de los municipios está a cargo de un Concejo Municipal mientras que el código municipal —ley ordinaria que contiene disposiciones que se aplican a todos los municipios— establece que «el concejo municipal es el órgano colegiado superior de deliberación y de decisión de los asuntos municipales […] y tiene su sede en la circunscripción de la cabecera municipal»; el artículo 33 del mencionado código establece que «[le] corresponde con exclusividad al concejo municipal el ejercicio del gobierno del municipio».
El concejo municipal se integra con el alcalde, los síndicos y concejales, electos directamente por sufragio universal y secreto para un período de cuatro años, pudiendo ser reelectos.
Existen también las Alcaldías Auxiliares, los Comités Comunitarios de Desarrollo (COCODE), el Comité Municipal del Desarrollo (COMUDE), las asociaciones culturales y las comisiones de trabajo. Los alcaldes auxiliares son elegidos por las comunidades de acuerdo a sus principios y tradiciones, y se reúnen con el alcalde municipal el primer domingo de cada mes, mientras que los Comités Comunitarios de Desarrollo y el Comité Municipal de Desarrollo organizan y facilitan la participación de las comunidades priorizando necesidades y problemas.
Los alcaldes que ha habido en el municipio han sido:
- 2012-2016: Teófilo Corado[7]

## Historia
Los primeros pobladores de El Adelanto fueron pipiles procedentes de la región que ocupa el moderno país de El Salvador; durante la época colonial, El Adelanto era una aldea de Zapotitlán y se conocía como «El Sitio». 
El 23 de agosto de 1882 fue declarado oficialmente municipio.

## Recursos naturales
El municipio de El Adelanto es conocido por tener una gran variedad de bosques, cultivos, ganaderías, y por eso tiene un clima muy agradable. Entre los cultivos acostumbran a sembrar café, frijol, maíz, arroz, maicillo y caña de azúcar. Los recursos naturales que poseen los exportan también a los demás municipios e incluso a los demás departamentos del país. Poseen una gran variedad de árboles frutales e industriales que sirven el comercio del municipio, entre los árboles industriales están:
| División                         | Listado                                                                                      |
| -------------------------------- | -------------------------------------------------------------------------------------------- |
| Maderas preciosas e industriales | Eucalipto, cedro, ciprés Común, ceiba, casuarina, pino, matilisguate, guachipilín y guapinol |
| Árboles frutales                 | Jocote, marañón, mango, banano, aguacate, naranja y lima                                     |

También tiene una gran cantidad de granjas y ranchos donde se cría una gran variedad de animales domésticos, que son: aves de corral, ganado caprino, ganado porcino. También existen animales salvajes en los bosques y aldeas y son: ardillas, armados, liebres, mapaches, lagartijas, zorrillos, gatos de monte, serpientes.

## Educación
No existen muchos establecimientos educativos en este municipio pero si cuenta con los suficientes establecimientos de nivel pre-primario hasta nivel básico. Debido a que no hay muchos establecimientos de nivel diversificado los jóvenes tienen que ir a otros municipios a seguir una carrera, pero como hay familias que no cuenta con los recursos necesarios muchos se quedan hasta el nivel básico y esto no permite que haya muchos profesionales en el municipio. Los establecimientos educativos que posee El Adelanto son:
- 5 establecimientos de nivel Pre-Primaria
- 8 establecimientos de nivel Primaria
- 1 establecimiento de nivel básico
- 1 establecimiento de nivel diversificado